# Sex on the Beach
Sex on the Beach ist in seiner ursprünglichen Form ein fruchtiger, mäßig süßer Cocktail und gehört zur Gruppe der New England Highballs. Das wohl bekannteste Rezept aus den Vereinigten Staaten wird mit Cranberry-Nektar (4 cl) gemixt und enthält außerdem Wodka (4 cl), Pfirsichlikör (2 cl) und Orangensaft (4 cl).

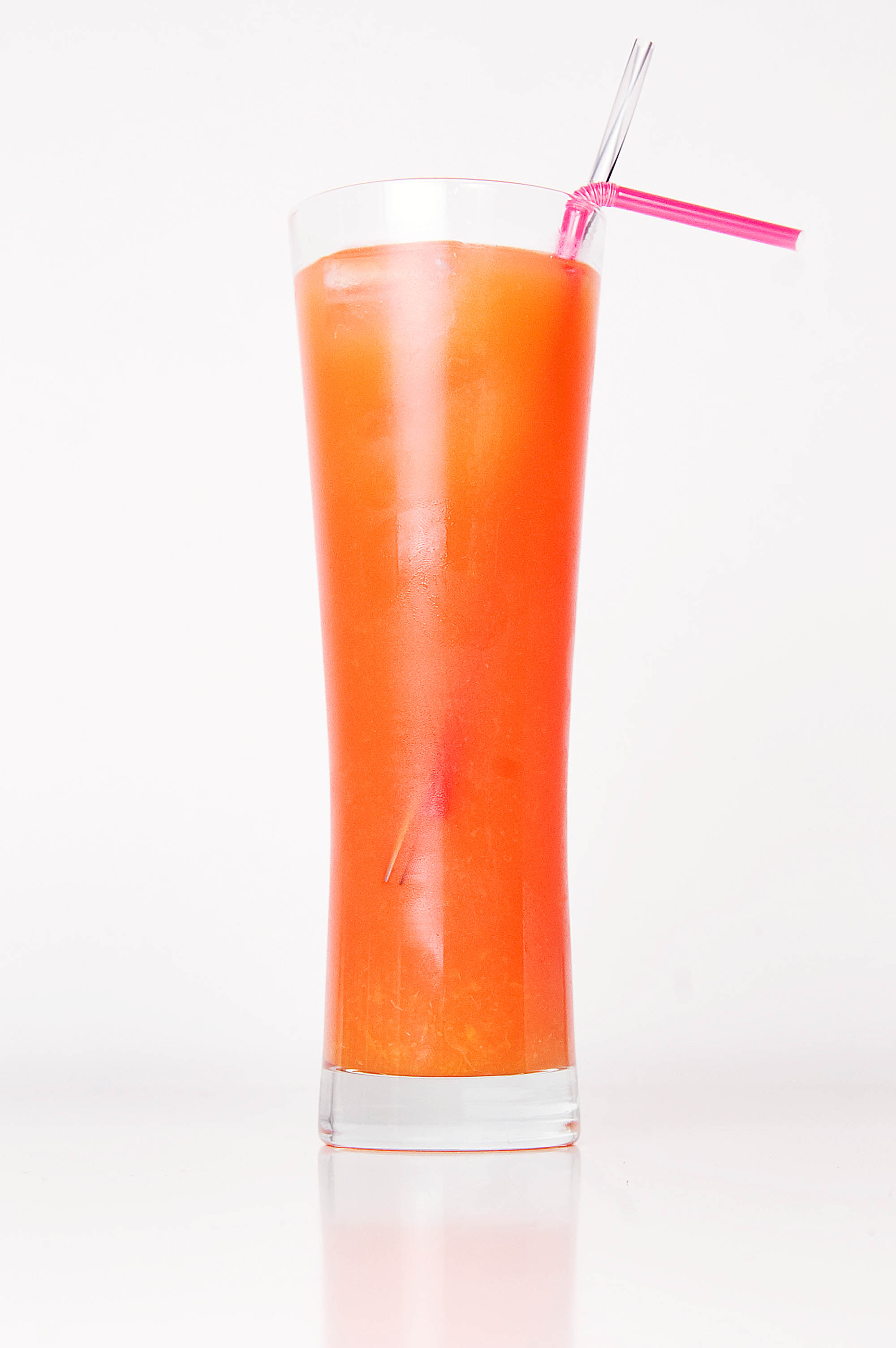
Sex on the Beach

Da der Cranberry-Nektar früher außerhalb der USA, zum Beispiel in Deutschland, schwer erhältlich war, gibt es heute unter dem beliebten Namen Sex on the Beach viele Zubereitungsvarianten. Diese enthalten andere Säfte, Sirups, Liköre und zum Teil sogar andere Basisspirituosen wie etwa Tequila. Häufig wird der Orangensaft ganz oder teilweise durch Ananassaft ersetzt. Alkoholfreie Variationen heißen oft Safer Sex on the Beach.

## Trivia
Auf die Frage, welchen letzten Drink er vor dem Tod gerne trinken würde, antwortete der Philosoph Wilhelm Schmid: „Sex on the Beach.“